# 根茨區

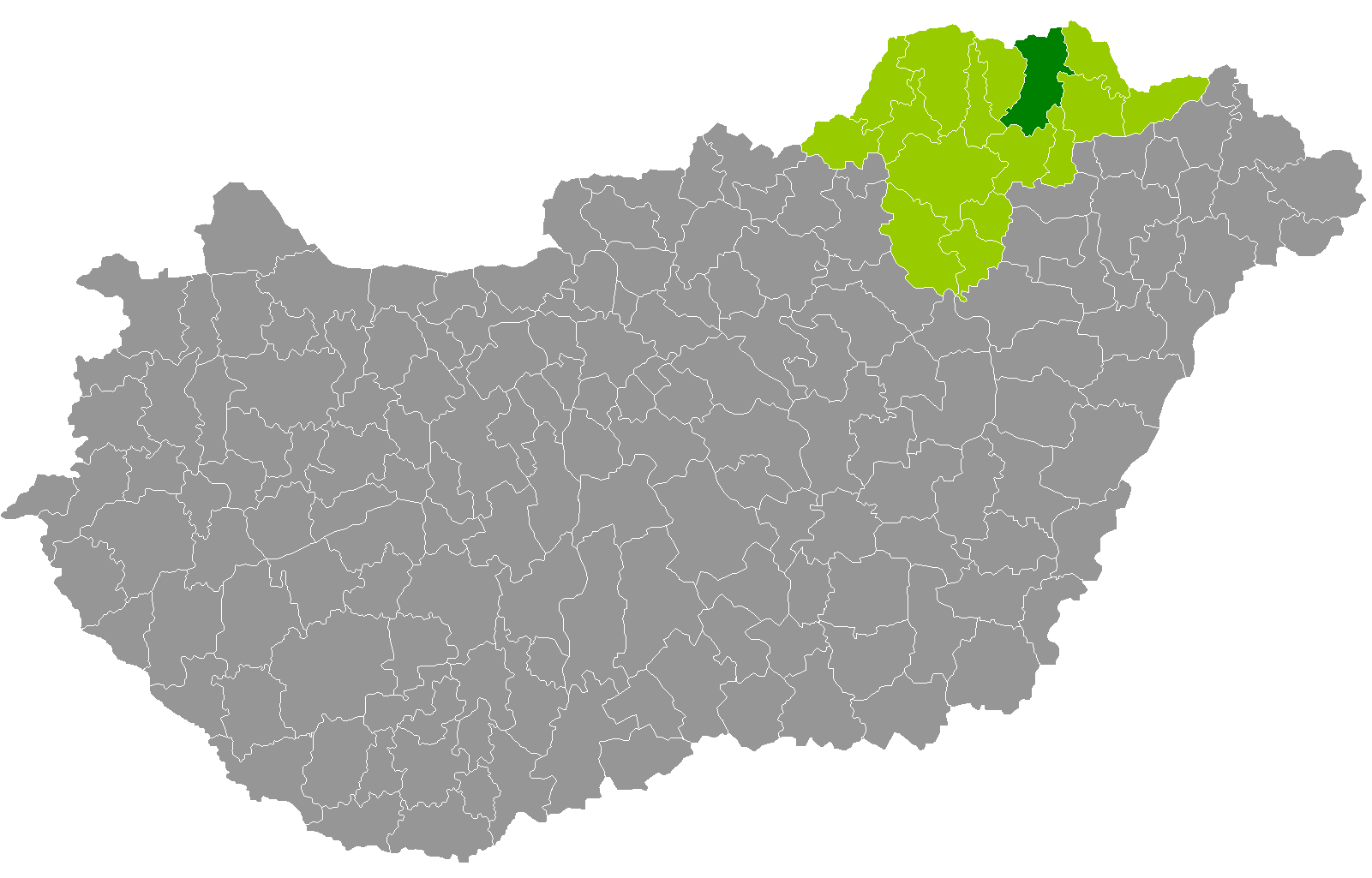

根茨區（匈牙利語：Gönci járás），是匈牙利的一個區，位於該國東北部，由包爾紹德-奧包烏伊-曾普倫州負責管轄，首府設於根茨，面積550平方公里，2011年人口19,275，人口密度每平方公里35人。